# Éramos los Mulvaney
Éramos los Mulvaney (en inglés: We Were the Mulvaneys) es una película estadounidense para televisión del año 2002. Fue escrita por Joyce Eliason, basada en el libro homónimo de Joyce Carol Oates, y dirigida por Peter Werner. Está protagonizada por Beau Bridges, Blythe Danner y Tammy Blanchard. La película fue filmada en Winnipeg, Canadá, y estuvo nominada a tres premios Emmy.

## Argumento
Narra la historia de Michael (Beau Bridges) y Corinne (Blythe Danner) Mulvaney, los padres de cuatro buenos chicos. Sin embargo, la tragedia familiar se desatará con la violación de su hija Marianne (Tammy Blanchard) a manos de un compañero de colegio, Zachary Lundt (Shawn Roberts). Intentando desesperadamente evitar un escándalo público, sus padres obligan a Marianne a guardar en secreto su violación, enviándola a un lugar «discreto» en el que pueda recuperarse.

## Reparto
- Beau Bridges como Michael Mulvaney, Sr.

- Blythe Danner como Corinne Mulvaney.

- Tammy Blanchard como Marianne Mulvaney.

- Tom Guiry como Judd Mulvaney / Narrador (acreditado como Thomas Guiry).

- Jacob Pitts como Patrick Mulvaney.

- Mark Famiglietti como Mike Mulvaney Jr.

- Shawn Roberts  como Zachary Lundt.

- Colin Ferguson como Dr. Witt.

- Leigh Enns como Trish La Porte.

- John O'Callaghan como Abe Love.

- Jon Ted Wynne como Mort Lundt.

- Wayne Nicklas como Ray Pringle.

- Chris Sigurdson como Deputy Harris (acreditado como Christopher Sigurdson).

- Muriel Hogue como Lydia Bethune.

- Robert Huculak como Entrenador Hanson.

- Janine Theriault como Katya.

- Michal Grajewski como Austin.

- Victor Cowie como Juez Kirkland.

- Garfield Williams como camarero.

- David Gillies como Dr. Herring.

- B. Pat Burns como Hawleo.

- Raimey Gallant como Marissa.

- Susan Kelso como Mrs. Rowe.

- George R. Robertson como Dr. Oakley.

- Jennifer Pudavick como Julie.

- Lora Schroeder como Mrs. Blicker.

- Lauren Ritz como Vicky.

- Edgar Governo como miembro del club de campo

- Aaron Hannem como cantante en el coro de la iglesia.

- Chad Panting como rey del baile de graduación.

- Kalyn Bomback como porrera